# Коттедж-Гроув (Орегон)
Коттедж-Гроув (англ. Cottage Grove) — місто (англ. city) в США, в окрузі Лейн штату Орегон. Населення — 10 574 особи (2020).

## Географія
Коттедж-Гроув розташований за координатами 43°47′39″ пн. ш. 123°3′32″ зх. д. / 43.79417° пн. ш. 123.05889° зх. д. (43.794256, -123.058818).  За даними Бюро перепису населення США в 2010 році місто мало площу 9,77 км², з яких 9,73 км² — суходіл та 0,04 км² — водойми.

### Клімат
| Клімат : Коттедж-Гроув  | Клімат : Коттедж-Гроув | Клімат : Коттедж-Гроув | Клімат : Коттедж-Гроув | Клімат : Коттедж-Гроув | Клімат : Коттедж-Гроув | Клімат : Коттедж-Гроув | Клімат : Коттедж-Гроув | Клімат : Коттедж-Гроув | Клімат : Коттедж-Гроув | Клімат : Коттедж-Гроув | Клімат : Коттедж-Гроув | Клімат : Коттедж-Гроув | Клімат : Коттедж-Гроув |
| Показник                | Січ.                   | Лют.                   | Бер.                   | Квіт.                  | Трав.                  | Черв.                  | Лип.                   | Серп.                  | Вер.                   | Жовт.                  | Лист.                  | Груд.                  | Рік                    |
| Абсолютний максимум, °C | 20,0                   | 24,4                   | 30,6                   | 30,6                   | 36,7                   | 38,3                   | 40,6                   | 40,6                   | 40,6                   | 35,6                   | 24,4                   | 22,8                   | 40,6                   |
| Середній максимум, °C   | 8,5                    | 11,1                   | 13,4                   | 16,3                   | 19,8                   | 23,2                   | 27,6                   | 27,7                   | 24,5                   | 18,3                   | 11,9                   | 8,6                    | 17,6                   |
| Середній мінімум, °C    | 0,6                    | 1,3                    | 2,1                    | 3,3                    | 5,6                    | 8,1                    | 9,3                    | 9,1                    | 7,2                    | 5,3                    | 3,1                    | 1,2                    | 4,7                    |
| Абсолютний мінімум, °C  | −18,9                  | −17,8                  | −10                    | −6,1                   | −5                     | −1,7                   | −5                     | 0,0                    | −4,4                   | −8,3                   | −12,8                  | −21,7                  | −21,7                  |
| Норма опадів, мм        | 171                    | 131                    | 132                    | 92                     | 66                     | 40                     | 10                     | 17                     | 38                     | 93                     | 176                    | 187                    | 1154                   |
| Днів з опадами          | 19                     | 16                     | 18                     | 15                     | 12                     | 8                      | 2                      | 3                      | 6                      | 12                     | 17                     | 19                     | 147,0                  |
| ----------------------- | ---------------------- | ---------------------- | ---------------------- | ---------------------- | ---------------------- | ---------------------- | ---------------------- | ---------------------- | ---------------------- | ---------------------- | ---------------------- | ---------------------- | ---------------------- |
| Джерело:                |                        |                        |                        |                        |                        |                        |                        |                        |                        |                        |                        |                        |                        |

## Демографія
Згідно з переписом 2010 року, у місті мешкало 9686 осіб у 3895 домогосподарствах у складі 2469 родин. Густота населення становила 992 особи/км².  Було 4154 помешкання (425/км²).
Расовий склад населення:
| - 90,4 % — білих - 1,3 % — корінних американців - 1,1 % — азіатів - 0,3 % — чорних або афроамериканців - 0,1 % — вихідців з тихоокеанських островів - 3,1 % — осіб інших рас |

До двох чи більше рас належало 3,8 %. Частка іспаномовних становила 8,0 % від усіх жителів.
За віковим діапазоном населення розподілялося таким чином: 24,4 % — особи молодші 18 років, 59,1 % — особи у віці 18—64 років, 16,5 % — особи у віці 65 років та старші. Медіана віку мешканця становила 38,3 року. На 100 осіб жіночої статі у місті припадало 92,4 чоловіків;  на 100 жінок у віці від 18 років та старших — 88,3 чоловіків також старших 18 років.
Середній дохід на одне домашнє господарство  становив 44 618 доларів США (медіана — 37 058), а середній дохід на одну сім'ю — 50 349 доларів (медіана — 45 849). Медіана доходів становила 42 713 долари для чоловіків та 26 775 доларів для жінок. За межею бідності перебувало 22,5 % осіб, у тому числі 33,8 % дітей у віці до 18 років та 11,1 % осіб у віці 65 років та старших.
Цивільне працевлаштоване населення становило 3569 осіб. Основні галузі зайнятості: освіта, охорона здоров'я та соціальна допомога — 27,9 %, мистецтво, розваги та відпочинок — 12,6 %, виробництво — 11,7 %.